# Fuente de El Caño (Torrelodones)

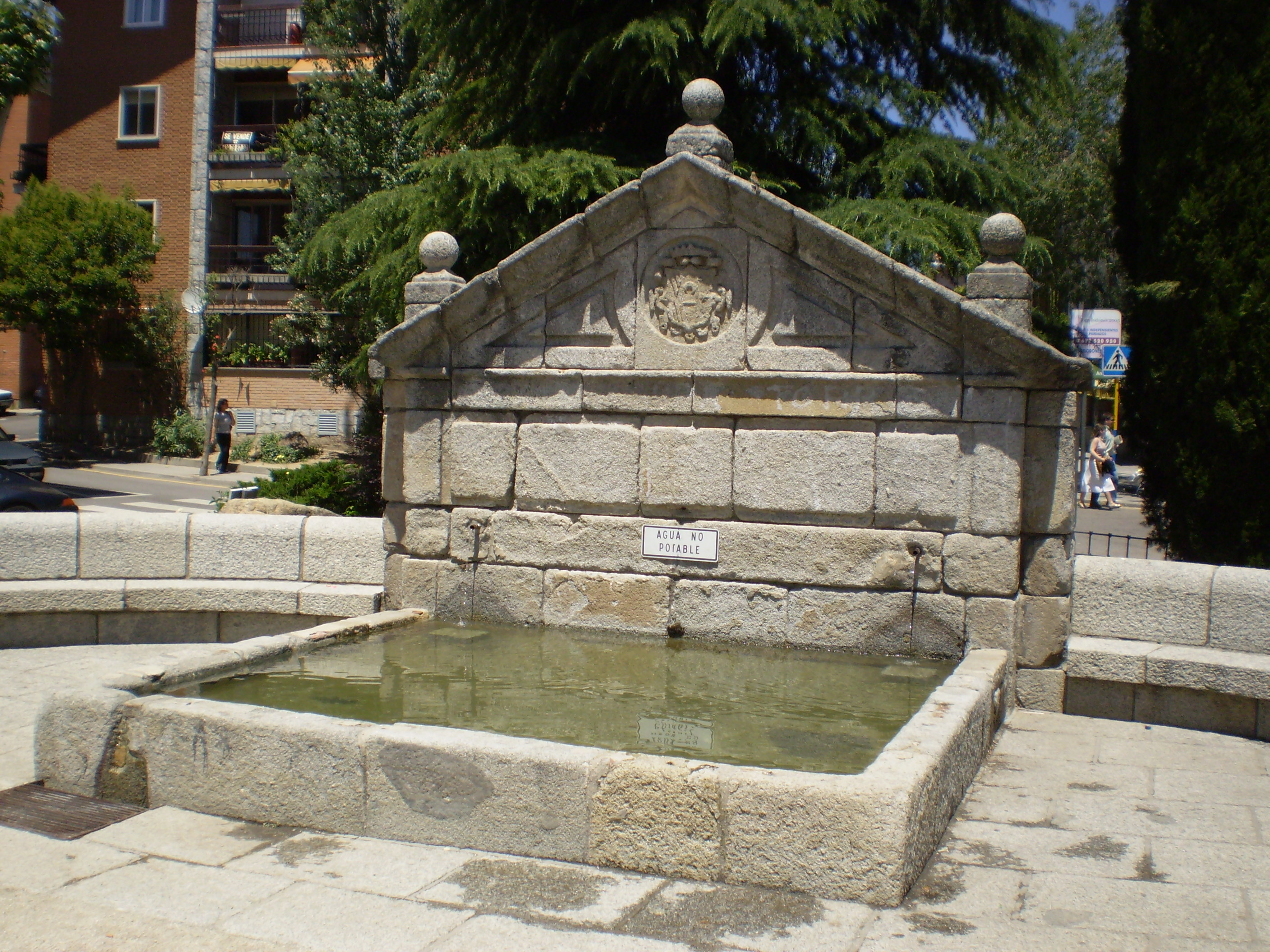
Vista de la Fuente de El Caño.

La Fuente de El Caño es un monumento situado en el municipio español de Torrelodones, en la parte noroccidental de la Comunidad de Madrid. Fue levantada en el siglo XVI, en el contexto de las infraestructuras acometidas en la vertiente suroeste de la Sierra de Guadarrama, donde Torrelodones se ubica, durante la construcción del Monasterio de El Escorial.

## Historia
Según consta en el archivo histórico del Ayuntamiento de Torrelodones, en el último tercio del siglo XVI las autoridades municipales decidieron sustituir la vieja fuente del pueblo por otra más artística, para hacer más agradable la estancia del rey Felipe II. El monarca pernoctaba con frecuencia en la localidad, en un primer momento en el Mesón de Francisco de Baños y, posteriormente, en el Real Aposento de Torrelodones, en sus desplazamientos desde Madrid hasta el Monasterio de El Escorial.
El proyecto corrió a cargo de Gaspar Rodríguez, ayudado por Juan Aguado, maestro de albañilería que había trabajado en la construcción del citado monasterio. No hay referencias sobre las fechas exactas de las obras, aunque se sabe que la fuente ya estaba finalizada en el año 1591.

## Descripción

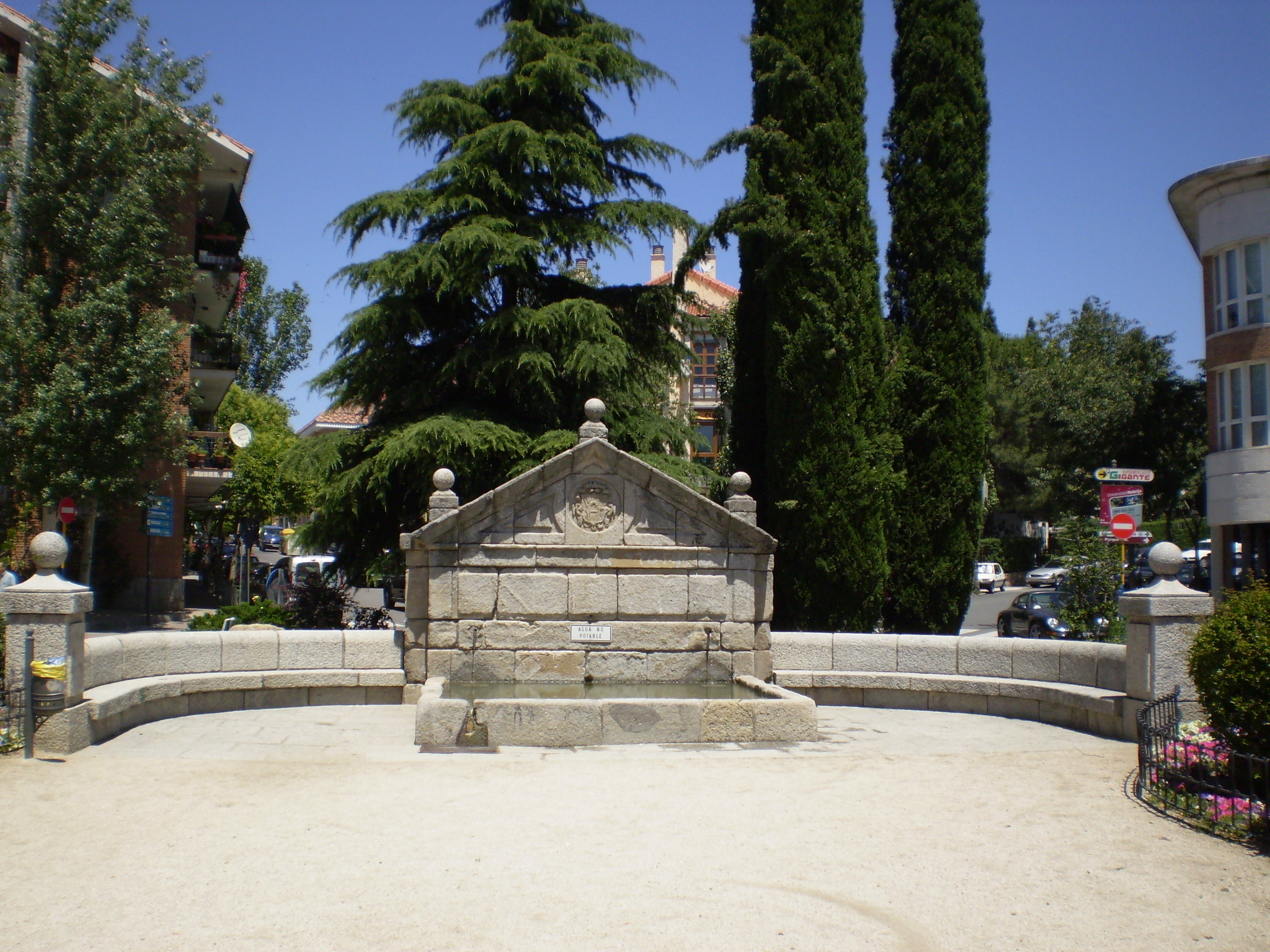
En esta imagen se aprecia la exedra anexada en los años 1980.

La fuente recoge fielmente las corrientes herrerianas surgidas con la construcción del Monasterio de El Escorial y que se extendieron rápidamente por las comarcas madrileñas de la Sierra de Guadarrama, a lo largo de las últimas décadas del siglo XVI.
Está realizada enteramente en piedra de granito, tallada en sillares regulares. Presenta cuerpo rectangular, coronado por un frontón, con moldura saliente y rematado en sus vértices por tres bolas, elemento decorativo muy utilizado en la arquitectura rural guadarrameña.
Los ornamentos son escasos y se limitan a la presencia en el frontispicio de un escudo de la Casa Ducal del Infantado y del Condado del Real de Manzanares, al que pertenecía el pueblo; y a diversos juegos geométricos labrados sobre la piedra.
El conjunto se completa con un pilón rectangular, alimentado por dos caños. En 1984, la fuente fue trasladada de lugar, para ocupar el centro de una rotonda urbana, bautizada como Plaza de El Caño. Al mismo tiempo, le fueron añadidas dos extensiones laterales semicirculares, diseñadas por el pintor Manuel López-Villaseñor, en las que, a modo de exedra, se dispusieron asientos.